# Carmenta coccidivora
Carmenta coccidivora is een vlinder uit de familie wespvlinders (Sesiidae), onderfamilie Sesiinae.
Carmenta coccidivora is voor het eerst wetenschappelijk beschreven door Duckworth in 1969. De soort komt voor in het Neotropisch gebied.